# Micronycteris brosseti
Micronycteris brosseti — вид родини листконосові (Phyllostomidae), ссавець ряду лиликоподібні (Vespertilioniformes, seu Chiroptera).

## Середовище проживання
Країни поширення: Бразилія, Колумбія, Еквадор, Французька Гвіана, Гаяна, Перу, Венесуела. Знайдені в зрілих тропічних лісах. 

## Звички
Кажани цього роду харчуються комахами, але іноді й фруктами.

## Загрози та охорона
Вирубка лісів є загрозою.